# Derek Russo
Derek Russo (* 6. April 1975 in New York City, New York) ist ein US-amerikanischer Schauspieler, Stuntman und Stunt Coordinator, Filmschaffender und Model.

## Leben
Russo wurde am 6. April 1975 in New York City, laut anderen Angaben in Miami, geboren und wuchs mit einer Schwester auf. Seine Großeltern stammten aus Italien und ließen sich in der Bronx nieder. Nach seiner Schulzeit diente er einige Jahre im United States Marine Corps und gehörte der Minor League Football-Organisation an. Erste Schritte in die Öffentlichkeit machte der 1,91 Meter große und 120 kg schwere Russo als Fotomodel. Im September 1999 erschienen Fotos von ihm im Men’s Workout und es folgten mehrere Shootings für das Magazin Playgirl, in denen er 1999, 2000, 2002 und 2006 abgelichtet wurde. Unter den Pseudonymen Dominic Orsini, Hal McCormick, Tony Hackman, Frank Wellseley und Jay Carlson posierte er im August 1998 für die Schwulenmagazine Indugle, im Januar 2000 für Torso, im September 2001 für Honcho und Men im September 2001 sowie im Dezember 2002. Zu dieser Zeit arbeitete er auch als Stripper.
Sein Filmschauspieldebüt gab Russo 2009 im Kurzfilm Empire State. 2016 verkörperte er in Sinbad and the War of the Furies die Rolle des zwielichtigen Bodyguards Cy. 2021 wirkte er in den Musikvideos der Lieder Dr.Seuss und Admit It des Rappers Ski Mask the Slump God mit. 2022 stellte er die Rolle des Hunter U-92 in der ersten Episode der Serie Loki dar. 2023 spielte er im Film Renfield die Rolle des Brice.
Seit 2014 tritt Russo auch als Stuntman und Stunt Coordinator in Erscheinung und ist seit 2015 zusätzlich als Filmproduzent und Filmregisseur tätig.

## Filmografie (Auswahl)

### Schauspiel
- 2009: Empire State (Kurzfilm)
- 2010: Madso’s War (Fernsehfilm)
- 2012: Labor Days (Fernsehserie, Episode 1x03)
- 2013: The Glades (Fernsehserie, Episode 4x04)
- 2014: The Originals (Fernsehserie, Episode 1x02)
- 2014: Our RoboCop Remake
- 2014: Plastic – Someone Always Pays (Plastic)
- 2014: A Second Chance (Kurzfilm)
- 2014: Slash/Up (Fernsehserie, Episode 1x01)
- 2014: Through Walls (Kurzfilm)
- 2015: Gotham: Inner City Demons
- 2015: Super Mario Taken (Kurzfilm)
- 2015: Being Transgressive (Kurzfilm)
- 2015: Belly of the Beast
- 2015: Scorpion vs. Jason (Kurzfilm)
- 2015: Emma, einfach magisch! (Every Witch Way, Fernsehserie, Episode 4x10)
- 2015: Web Series (Fernsehserie, 4 Episoden)
- 2015: Love Sex & Kung Fu
- 2015: Rock Bottom (Kurzfilm)
- 2015: Mafia (Kurzfilm)
- 2015: All I Want Is You (Kurzfilm)
- 2016: Ash vs. Lobo and the DC Dead (Kurzfilm)
- 2016: Maid to Order (Fernsehserie, Episode 1x04)
- 2016: Eternal Love (Kurzfilm)
- 2016: Ballers (Fernsehserie, Episode 2x04)
- 2016: Killer Couples: Mörderische Paare (Snapped: Killer Couples, Fernsehdokuserie, Episode 8x03)
- 2016: The Crier (Kurzfilm)
- 2016: Stark Naked (Fernsehserie, Episode 1x04)
- 2016: Girls Against Humanity (Kurzfilm)
- 2016: Sinbad and the War of the Furies
- 2016: The Scent of Her Soul (Kurzfilm)
- 2016: Jean
- 2016: Deus ex Machina (Kurzfilm)
- 2016: Callus Knight (Fernsehserie, Episode 1x01)
- 2017: VW (Kurzfilm)
- 2017: Swamp Ape
- 2017: Tycoon (Fernsehserie, 2 Episoden)
- 2017: Disposable
- 2017: Art Sale (Kurzfilm)
- 2017: Underground (Fernsehserie, Episode 2x07)
- 2017: Jailhouse Rock Bottom (Kurzfilm)
- 2017: Duels (Fernsehserie, Episode 1x06)
- 2017: Bloodline (Fernsehserie, Episode 3x05)
- 2017: Whitefolks
- 2017: Innocence Lost (Kurzfilm)
- 2017: Payback’s a Bitcherman (Kurzfilm)
- 2017: Tatort Sumpf (Swamp Murders, Fernsehdokuserie, Episode 5x04)
- 2017: Bound
- 2017: Der’nged (Kurzfilm)
- 2017: The Cry of Mann (Miniserie)
- 2017: What (Kurzfilm)
- 2017: Here Comes Santa Claus: A Comedic Action Short (Kurzfilm)
- 2017: Dreadspace (Kurzfilm)
- 2018: Codes Commanded (Kurzfilm)
- 2018: A Lesson in Cruelty
- 2018: How to Get a Life (Fernsehserie)
- 2018: The Thai Fighter (Kurzfilm)
- 2018: The Patch Up (Kurzfilm)
- 2018: Codes Dealt (Kurzfilm)
- 2018: Entre Nous
- 2018: Banned in Boise (Fernsehserie, Episode 1x01)
- 2018: Ich bin Frankie (I Am Frankie, Fernsehserie, 3 Episoden)
- 2018: Uncle Ed’s Bucket List
- 2018: The Big Frozen Gumshoe
- 2018: The Mule
- 2018: Grobb (Kurzfilm)
- 2018: Tripwire (Kurzfilm)
- 2018: Salvage (Fernsehfilm)
- 2018–2020: The Haves and the Have Nots (Fernsehserie, 4 Episoden)
- 2019: Respectful Sketch Comedy (Fernsehserie, Episode 2x07)
- 2019: SEAL Team (Fernsehserie, Episode 2x18)
- 2019: Your Pretty Face Is Going to Hell (Fernsehserie, Episode 4x05)
- 2019: In the Moment
- 2019: Badland Wives (Fernsehfilm)
- 2019: Haven’s End
- 2019: Zeit der Sehnsucht (Days of Our Lives, Fernsehserie, 2 Episoden)
- 2019: Black Lightning (Fernsehserie, 2 Episoden)
- 2019: Jumanji: The Next Level
- 2019: Indecent Interrogation (Kurzfilm)
- 2019: Manhunt (Kurzfilm)
- 2020: Ride Hard: Live Free
- 2020: The Outsider (Fernsehserie, Episode 1x03)
- 2020: Postfontaine (Kurzfilm)
- 2020: 19 Covid Lane (Kurzfilm)
- 2020: The 24th
- 2020: Shift Drinks (Fernsehserie, 2 Episoden, verschiedene Rollen)
- 2020: Bad Candy
- 2020: Creepshow (Fernsehserie)
- 2020–2021: S° (Miniserie, 2 Episoden)
- 2021: Cobra Kai (Fernsehserie, Episode 3x02)
- 2021: Loki (Fernsehserie, Episode 1x01)
- 2021: Crime Story
- 2022: The Equalizer (Fernsehserie, Episode 2x12)
- 2022: Better Call Saul (Fernsehserie, Episode 6x01)
- 2022: Dead by Midnight (Y2Kill)
- 2022: Atlanta Medical (Fernsehserie, 2 Episoden)
- 2022: Naomi (Fernsehserie, 2 Episoden)
- 2022: Vendetta
- 2022: Panhandle (Fernsehserie, Episode 1x03)
- 2022: Black Adam
- 2022: Halloweenies (Kurzfilm)
- 2023: Das Vermächtnis von Montezuma (National Treasure: Edge of History, Fernsehserie, 2 Episoden)
- 2023: Hypnotic
- 2023: Shazam! Fury of the Gods
- 2023: Renfield
- 2023: The Out-Laws
- 2024: Bad Boys: Ride or Die

### Stunts
- 2014: Slash/Up (Fernsehserie, Episode 1x01)
- 2015: Gotham: Inner City Demons
- 2015: Belly of the Beast
- 2015: Scorpion vs. Jason (Kurzfilm)
- 2015: Love Sex & Kung Fu
- 2016: Ash vs. Lobo and the DC Dead (Kurzfilm)
- 2016: Eternal Love (Kurzfilm)
- 2016: Sinbad and the War of the Furies
- 2016: The Scent of Her Soul (Kurzfilm)
- 2016: Jean
- 2016: Deus ex Machina (Kurzfilm)
- 2017: VW (Kurzfilm)
- 2017: Swamp Ape
- 2017: Underground (Fernsehserie, Episode 2x07)
- 2017: All Eyez on Me
- 2017: Payback’s a Bitcherman (Kurzfilm)
- 2017: The Haves and the Have Nots (Fernsehserie, Episode 4x20)
- 2017: Bound
- 2017: Here Comes Santa Claus: A Comedic Action Short (Kurzfilm)
- 2017: Dreadspace (Kurzfilm)
- 2018: A Lesson in Cruelty
- 2018: MacGyver (Fernsehserie, Episode 2x20)
- 2018: Banned in Boise (Fernsehserie, Episode 1x01)
- 2018: Uncle Ed’s Bucket List
- 2018: The Mule
- 2018: Salvage (Fernsehfilm)
- 2019: SEAL Team (Fernsehserie, Episode 2x18)
- 2019: Jumanji: The Next Level
- 2019: Manhunt (Kurzfilm)
- 2020: Ride Hard: Live Free
- 2020: The 24th
- 2020: Bad Candy
- 2021: Cobra Kai (Fernsehserie, Episode 3x02)
- 2021: Loki (Fernsehserie, Episode 1x01)
- 2021: Crime Story
- 2022: Naomi (Fernsehserie, 2 Episoden)
- 2022: Vendetta
- 2022: Panhandle (Fernsehserie, Episode 1x03)
- 2022: Halloweenies (Kurzfilm)
- 2023: Das Vermächtnis von Montezuma (National Treasure: Edge of History, Fernsehserie, Episode 1x10)
- 2023: Renfield
- 2023: Dave (Fernsehserie, Episode 3x01)

### Produktion
- 2015: Gotham: Inner City Demons
- 2015: Web Series (Fernsehserie, 4 Episoden)
- 2016: Ash vs. Lobo and the DC Dead (Kurzfilm)
- 2017: What (Kurzfilm; auch Regie)
- 2017: Here Comes Santa Claus: A Comedic Action Short (Kurzfilm)